# Sacajawea

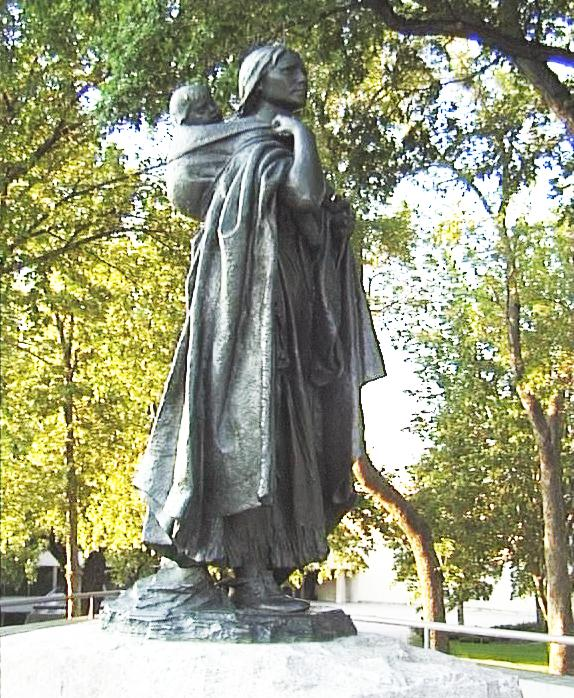
Sacajawea-Statue in Bismarck, North Dakota

Sacajawea, auch Sacagawea oder Sakakawea (Aussprache: [ˌsækədʒəˈwiːə], der Name bedeutet „Vogelfrau“; * etwa 1788 in Lemhi River Valley, Idaho; † 20. Dezember 1812 in Fort Manuel Lisa, im heutigen South Dakota), war eine Indianerin. Sie begleitete 1805/06 die amerikanische Lewis-und-Clark-Expedition und wird mehrfach in den Tagebüchern der Expeditionsteilnehmer erwähnt. Ihre Beiträge zum Erfolg der Expedition sind Gegenstand der volkstümlichen Literatur.
Das Leben von Sacajawea ist nur aus den Journalen der Expedition und wenigen Erwähnungen in späteren Dokumenten bekannt. Um die belegten Tatsachen wurden Mutmaßungen und Annahmen errichtet, die Sacajawea zu einer zentralen Figur der Expedition und späterer Aktivitäten machten. Ihre Bedeutung wurde für die Anerkennung von Indianern maßgeblich. Mit ihrer Aufwertung im Ansehen wurde diskutiert, dass der nach dieser Auffassung maßgeblich von ihr bestimmte Erfolg der Expedition paradoxerweise zugleich die Ausbreitung der Weißen in den Westen Nordamerikas und damit die Verdrängung, Unterdrückung und Ausrottung der indigenen Bevölkerung befördert habe.

## Leben
Sacajawea wurde bei den nördlichen Shoshone geboren und im Alter von etwa zehn Jahren von den Hidatsa entführt. Als Sklavin der Hidatsa wurden sie und eine weitere junge Sklavin namens Otterfrau an den französisch-kanadischen Pelztierjäger Toussaint Charbonneau (1767–1843) verkauft, der bei den Hidatsa lebte und mit ihnen Pelzhandel trieb. Er betrachtete Sacajawea und Otterfrau schließlich als seine Ehefrauen – ob sie aufgrund von indianischen Gebräuchen oder als Common-law marriage miteinander verbunden waren, wurde nicht überliefert.
Ende 1804 traf die Lewis-und-Clark-Expedition bei den Hidatsa ein. Die auch als Corps of Discoveries bezeichnete Expedition war von Präsident Thomas Jefferson persönlich beauftragt worden, das erst 1803 von Napoleon Bonaparte im Louisiana Purchase an die Vereinigten Staaten verkaufte Louisiana zu erkunden und nach Möglichkeit bis zum Pazifischen Ozean vorzustoßen. Die beiden Leiter Meriwether Lewis und William Clark engagierten Charbonneau als Dolmetscher für die weitere Expedition. Sacajawea wurde ausgewählt, die Teilnehmer zu begleiten, weil sie die Sprache der Shoshone sprach. Sacajawea brachte während des Aufenthalts der Expedition bei den Hidatsa Anfang Februar ihr erstes Kind Jean Baptiste zur Welt und brach im April mit der Expedition und dem Säugling auf dem Rücken auf. William Clark erwähnt im Journal mehrfach, dass das lebhafte Kind zur Unterhaltung der Expeditionsteilnehmer beitrug. Er wurde später Pflegevater des Kindes, das er als Baby in den Journalen meistens mit dem Spitznamen Little Pomp oder Pompey bezeichnete, und engagierte sich für dessen hervorragende, internationale Ausbildung.
Sacajawea wurde als Dolmetscherin und Kundschafterin für Lewis und Clark dargestellt. Sie erwies sich bei den Bestimmungen von Pflanzen und Tieren, die den Weißen bis dahin unbekannt gewesen waren und nun von ihnen "neu entdeckt" wurden, als kundig. Ihre Sprachkenntnisse halfen der Expedition, als das Gebiet der Shoshone erreicht wurde. Im heutigen Idaho trafen sie erstmals auf eine Gruppe, wobei sich herausstellte, dass ein Bruder von Sacajawea Häuptling einer Shoshone-Abteilung war und die Expeditionsteilnehmer mit Pferden ausstatten konnte. Als wichtigster Beitrag für den Erfolg der Expedition gilt aber schon ihre Anwesenheit. Unter den Kriegern der indigenen Stämme befanden sich selten Frauen. Daher schloss man aus der Anwesenheit von Sacajawea und ihrem Baby auf den friedlichen Charakter der Weißen. Zweimal werden spezielle Beiträge von Sacajawea zum Erfolg in den Journalen erwähnt, beim Kentern eines Bootes im Missouri River tauchte sie mutig nach wichtigen Gegenständen, im Gegensatz zu Charbonneau, der keinen Beitrag leistete. Und an der Pazifikküste gab sie ihren Gürtel als Tauschgut, damit Lewis und Clark zwei Felle von Seeottern erwerben konnten.
Den Winter 1805/06 verbrachte die Expedition in Fort Clatsop südlich der Mündung des Columbia Rivers. Sacajawea setzte durch, dass sie den Teil der Expeditionsteilnehmer begleiten durfte, der sich zur Pazifikküste durchschlug, um einen angeschwemmten Wal zu sehen und Blubber (Walspeck) als wertvolles tierisches Fett zu holen.
Auf dem Rückweg blieben Sacajawea und Charbonneau bei den Hidatsa, während die anderen Mitglieder der Expedition nach Washington D.C. zurückkehrten. Etwa drei Jahre später nahmen sie das Angebot von Clark an, nach St. Louis zu kommen, wo Clark sie mit einem Stück Land ausstatten und die Kosten der Ausbildung von Jean Baptiste übernehmen wollte. 1812 bekam Sacajawea eine Tochter namens Lisette. Sacajawea starb kurz darauf, am 20. Dezember 1812, im Fort Manuel Lisa, einem Handelsposten der Missouri Fur Company am Missouri River im heutigen South Dakota; vermutlich an Fleckfieber (putrid fever). In der Wildnis des oberen Missouri-Gebiets verbreitete sich das Gerücht, dass Charbonneau von Indianern getötet worden sei, was nicht stimmte. Er kehrte aber erst viele Jahre später wieder in die Zivilisation zurück. William Clark bekam deshalb 1813 die Vormundschaft für beide Kinder übertragen, von Lisette gibt es keine weiteren Dokumente; sie starb möglicherweise im Kindesalter. Jean Baptiste genoss eine hervorragende Ausbildung, lebte jahrelang in Europa und besuchte Afrika. Er übernahm jedoch nur kurz eine Verwaltungsaufgabe und starb unter ungeklärten Umständen im kalifornischen Goldrausch.

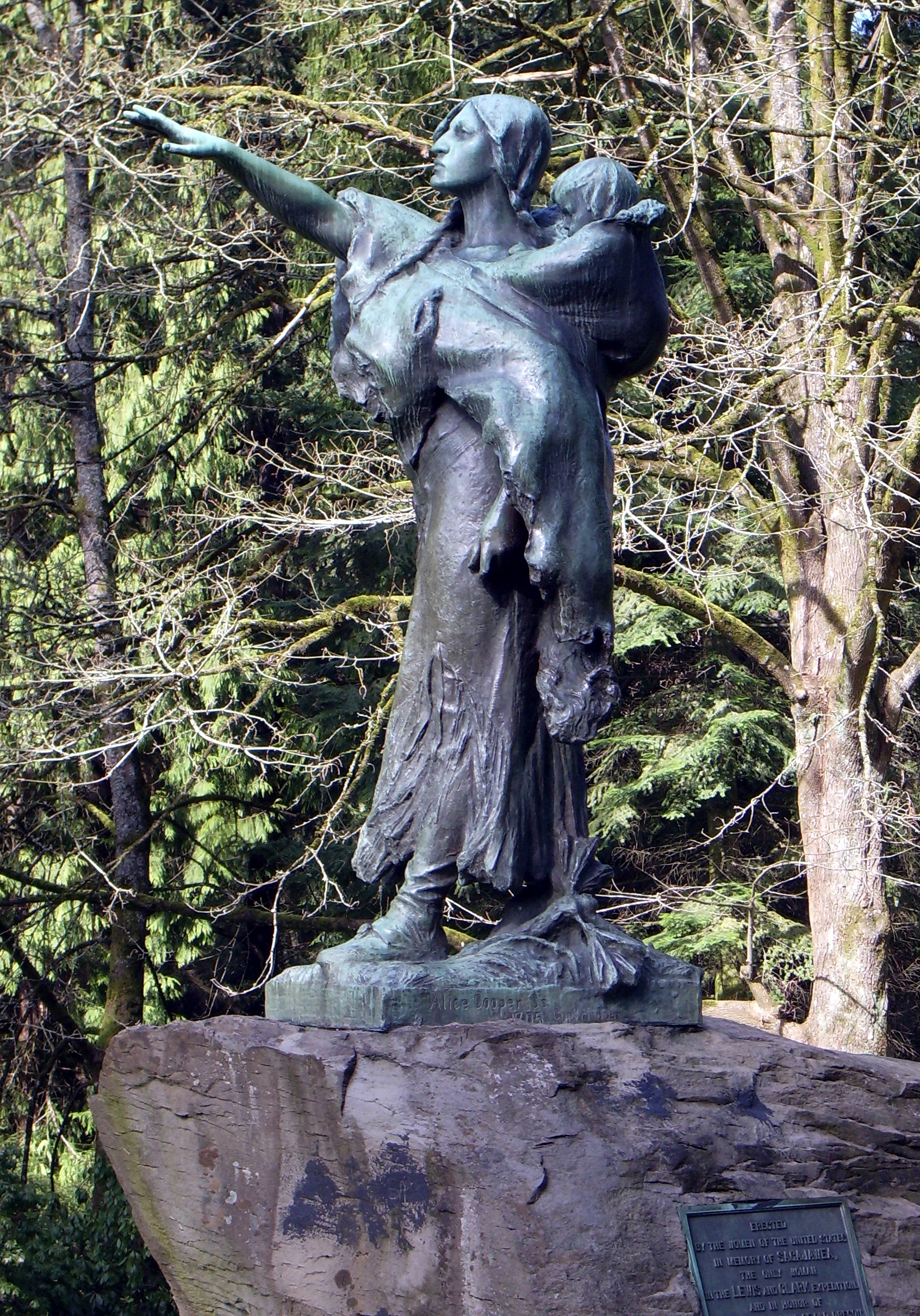
Statue der Sacajawea im Washington Park, Portland, Oregon von 1905

## Rezeption
Nach der Rückkehr der Expedition wurden die Erkenntnisse begeistert aufgenommen. Lewis und Clark wurden zu Helden, Sacajawea völlig vergessen. Erst fast 100 Jahre später, um 1900 wurde sie von Eva Emery Dye wiederentdeckt. Dye war Aktivistin für Frauenrechte und setzte sich in Oregon für das Frauenwahlrecht ein. Dazu suchte sie nach vergessenen Frauen, die in der Vergangenheit bedeutende Beiträge geleistet hatten. 1902 erschien ihr Buch The Conquest: The True Story of Lewis and Clark, in dem sie Sacajawea als zentrale Figur der Expedition darstellte. Lewis und Clark hätten nur dank der Leistungen von Sacajawea den Westen durchqueren können. Das Buch und die Wiederentdeckung kamen gerade zurecht zum 100. Jubiläum der Expedition. 1905 fand in Portland eine Weltausstellung zur Erinnerung an Lewis und Clark statt. Frauenverbände in den ganzen USA spendeten Geld für eine Statue der Sacajawea mit dem Baby auf dem Rücken, die in der Ausstellung präsentiert wurde. Damit wurde das ikonografische Vorbild für praktisch alle Darstellungen Sacajaweas bis heute gelegt. Bei der feierlichen Einweihung der Statue sprach Susan B. Anthony und forderte unter Bezug auf die Heldin der Vergangenheit das Frauenwahlrecht.

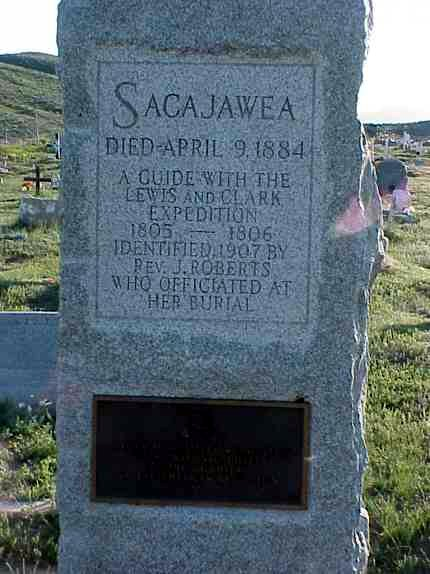
Vermeintliches Grab von Sacagawea in der Wind-River-Reservation, Wyoming

Aber das weitere Leben Sacajaweas nach der Expedition war damals noch unbekannt. Grace Hebard, Frauenrechtlerin, Wirtschaftsprofessorin und Mitglied im Beirat der University of Wyoming und die erste Frau, die in Wyoming als Rechtsanwältin zugelassen wurde, fuhr nach der Lektüre von Dyes Buch in die Wind River Indian Reservation der Shoshonen, um mehr über die Geschichte Sacajaweas zu erkunden. Das war der falsche Ort. Zwar waren die meisten Shoshone 1868, schon vor den eigentlichen Indianerkriegen, unter Druck, aber ohne militärische Gewalt in das Wind-River-Gebiet in Wyoming umgesiedelt; die Lemhi-Shoshone, zu denen Sacajawea gehörte, zogen aber später in Reservationen viel weiter westlich in Idaho. Hebards erste Auskunftsperson war ein Missionar namens John Roberts, der sich dunkel an eine hoch verehrte Indianerin erinnerte, die Häuptling war und die er nur noch als „Bazils Mutter“ kannte. Er hatte ihr Begräbnis 1884, kurz nach seiner Ankunft bei den Shoshone, gefeiert. Weitere Erinnerungsversuche ließen Roberts schließlich erklären, dass „Bazils Mutter“ Sacajawea sein musste. Hebard suchte nach Nachkommen der Frau unter den Shoshone und ab 1905 kamen immer mehr Indianer auf sie zu und erzählten weitere Details aus dem Leben der „verlorenen Frau“, die nach Jahrzehnten der Wanderungen wieder zu ihrem Volk zurückgekehrt wäre. Hebard stellte daraus die Lebensgeschichte zusammen, nach der Sacagawea ihre Kinder in der Obhut von Clark zurückließ und kurz darauf ihren Mann wegen dessen Gewalttätigkeit verließ. Sie sei zu den Komanchen gegangen, hätte dort erneut geheiratet und mehrere Kinder bekommen. Nach dem Tod ihres Komanchen-Mannes im Gefecht sei sie mit zwei Söhnen zu den Shoshone ins Wind-River-Gebiet zurückgekehrt und sei dort hoch geehrt alt geworden. Hebard publizierte ihre Forschungen 1907 im Journal of American History und die Zeitungen griffen die Geschichte begeistert auf. Sacagawea wurde als Pocahontas des 19. Jahrhunderts dargestellt, als Freundin und Retterin der weißen Amerikaner.
Rund zehn Jahre später kamen Zweifel an der Darstellung auf. Über Sacajawea war bereits im Journal der Expedition erwähnt worden, dass sie eine schwere Erkrankung nur knapp überlebt hätte, und ein Dokument von 1811 erwähnte die Begegnung eines Reisenden auf dem Missouri River mit dem Pelzhändler Charbonneau und seiner kranken Frau. Im Jahr 1920 wurde ein weiteres Journal bekannt. Der Einkäufer der Missouri Fur Company im Handelsposten Fort Manuel Lisa schrieb am 20. Dezember 1812: „An diesem Abend starb die Frau von Charbonneau, eine Schlangen-Squaw, am Fleckfieber. Sie war eine gute Frau, die beste im Fort und etwa 25 Jahre alt.“ Hebard zweifelte diese Darstellungen an. Weil in beiden Dokumenten der Name Sacagawea nicht erwähnt wurde, vertrat sie die These, dass es sich um die andere Frau Charbonneaus, Otterfrau, gehandelt hätte.
Hebard ging wieder in die Wind-River-Reservation und befragte die dortigen Indianer. Jetzt erklärten alle, dass die alte Frau, die 1884 bei ihnen gestorben war, Sacajawea gewesen wäre. Sie erinnerten sich an ihren Namen bei ihnen: „Paraivo“ und berichteten, dass sie eine seltene Medaille um den Hals getragen hätte, die sie auf der Expedition erhalten hätte. Außerdem hätte sie vielfach von dem riesigen toten Fisch erzählt, den sie an der Küste gesehen hätte. Das Bureau of Indian Affairs schickte einen Ermittler namens  Charles Eastman und der stellte fest: Sacajawea hat bei den Shoshone in der Wind River Range gelebt und war 1884 gestorben. Allerdings wurden seine Ermittlungen stark durch Hebard bestimmt, die ihm Auskunftspersonen nannte. Hebard startete weitere Spendenaktionen, gab eigenes Geld hinzu und errichtete Markierungen an den vermeintlichen Grabstätten von Sacagawea und ihren Söhnen Bazil und Jean Baptiste. 1933 schrieb sie eine große Biographie von Sacajawea, die alle ihre Forschungen zusammenfasste. Sie starb im Oktober 1936.
1955 kaufte die Newberry Library in Chicago ein Konvolut an Papieren von William Clark an. Darunter fand sich ein Rechnungsbuch aus den Jahren 1825 bis 1828. Darin hatte Clark eine Liste gekritzelt. Unter der Überschrift „Wo sind sie heute?“ notierte er, was aus den Expeditionsteilnehmern geworden war. An dem Namen Se-car-ja-weau steht der Vermerk „tot“. Historiker Donald Jackson erklärte die Debatte für beendet, auch wenn Dritte möglicherweise die beiden Frauen von Charbonneau verwechselt haben mögen, William Clark stand im Kontakt mit der Familie und hätte nie einen solchen Fehler begangen. Daran ändert auch nichts, dass Clark in der Liste ein weiteres Expeditions-Mitglied als tot notierte, der aber zu diesem Zeitpunkt noch lebte. Denn Clark hatte zu diesem schon seit weit über einem Jahrzehnt keine Verbindung mehr.
In der Wind-River-Reservation ist die indigene Bevölkerung bis heute überzeugt, dass Sacajawea bei ihnen rund 100 Jahre alt wurde.

## Ehrungen
Sacajawea mit Jean-Baptiste auf dem Rücken ist auf der als Sacagawea-Dollar bezeichneten, goldfarbenen 1-Dollar-Münze abgebildet, die seit 2000 herausgegeben wird.
Nach Sacajawea sind benannt:

### Berge
- Drei Berge mit dem Namen Sacagawea Peak in den US-Bundesstaaten Montana, Idaho und Oregon
- Mount Sacagawea, ein Berg im Fremont County im US-Bundesstaat Wyoming

### Fluss
- Sacagawea River, ein Nebenfluss des Flusssystems des Missouri Rivers im Norden Montanas

### Seen
- Lake Sakakawea, ein Stausee an der Mündung des Yellowstone Rivers in den Missouri River in North Dakota
- Lake Sacajawea (Missouri), ein Stausee im Washington County, im US-Bundesstaat Missouri
- Lake Sacajawea (See, Washington), ein See im Cowlitz County, im US-Bundesstaat Washington
- Lake Sacajawea (Stausee, Washington), ein Stausee im Walla Walla County, im US-Bundesstaat Washington

### Gletscher
- Sacagawea Glacier, ein Gletscher in der Wind River Range im US-Bundesstaat Wyoming

### Schiffe
Drei Schiffe der U.S. Navy
- USS Sacagawea (YT-241), (United States Ship – Hafenschlepper)
- USS Sacagawea (YT-326), (United States Ship – Hafenschlepper)
- USNS Sacagawea (T-AKE-2), (United States Naval Ship – Versorgungsfrachtschiff)

### Außerirdisch
- Sacajawea Patera, einer der größten Vulkankrater auf dem Planeten Venus[6]
- Der Asteroid (2822) Sacajawea (seit 1983)[7]

### Weiteres
- In Salmon, Idaho liegt ein öffentlicher Park, der Sacajawea gewidmet ist

## Sacajawea in den Medien

### Musik
- Der Song Black Man in Stevie Wonders Album Songs in the Key of Life bezieht sich auf Sacajawea.
- Das Lied Bears & Wolves von Lilith Max enthält die Zeile "History will teach you, they were all such willing wives. Sacajawea was a child when her body lost its rights.", und bezieht sich auf die als Kind entführte und an die weißen Männer als Ehefrau verkaufte Sacajawea

### Film
- Nachts im Museum (Sacajawea dargestellt von Mizuo Peck): In diesem Film spielt Sacajawea eine wichtige Rolle; sie ist dort Thema einer Dissertation, wird als „erste berufstätige Mutter“ gewürdigt und von Theodore Roosevelt verehrt. Lewis und Clark hingegen haben nur stumme Rollen. In den Fortsetzungen des Filmes Nachts im Museum 2 (2009) und Nachts im Museum 3 (2014) taucht Sacajawea ebenfalls auf.

- Am fernen Horizont (Sacajawea dargestellt von Donna Reed): In diesem Film (1955) entwickelt sich im Laufe der Expedition zwischen Sacajawea und Clark  (dargestellt von Charlton Heston) eine Liebesgeschichte. Sacajawea ist in dieser filmischen Adaption zwar ursprünglich dem französischen Pelzhändler Charbonneau versprochen, wird aber nicht dessen Frau. Trotz anfänglicher Widerstände seitens Lewis (dargestellt von Fred MacMurray) gegen diese Beziehung und der weiteren Teilnahme der Indianerin nimmt Sacajawea weiter an der Expedition teil und trägt zu deren Erfolg bei. Sie begleitet Clark anschließend bis ins Weiße Haus. Dort wird sie von Präsident Jefferson empfangen. Sacajawea entschließt sich aber dazu, sich nicht dem Leben der Weißen anzupassen und stattdessen zu ihrem Stamm zurückzukehren.

### Bildende Kunst
Auch in die bildende Kunst des 20. Jahrhunderts fand Sacajawea Eingang. Die feministische Künstlerin Judy Chicago widmete ihr in ihrer Arbeit The Dinner Party eines der 39 Gedecke am Tisch.